# Sunland Park, New Mexico

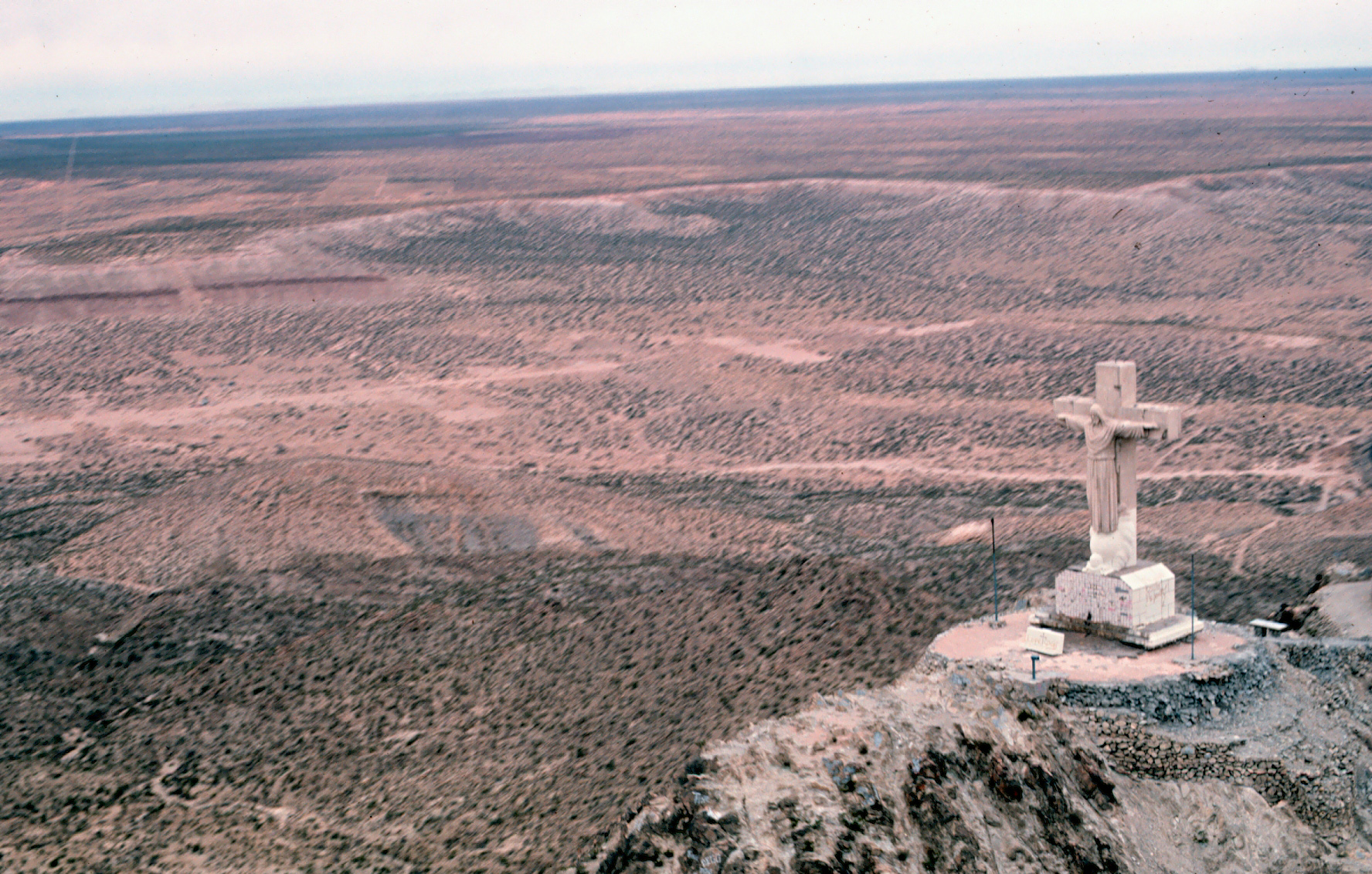
Tượng đài tạ Sunland Park, New Mexico

Sunland Park, New Mexico là một thành phố thuộc quận quận trong bang New Mexico, Hoa Kỳ. Thành phố có tổng diện tích km², trong đó diện tích đất là km². Theo điều tra dân số Hoa Kỳ năm 2010, thành phố có dân số người.